# Carpool Karaoke (programma televisivo italiano)
Carpool Karaoke è un programma televisivo italiano di genere game show, la cui prima stagione è in onda da giovedì 27 aprile 2017 in seconda serata su Italia 1, con la conduzione del rapper Jake La Furia. È basato sull'omonimo format statunitense condotto da James Corden, in onda nel The Late Late Show with James Corden.

## Il programma
Il programma è un format che mischia il karaoke in auto con elementi dei classici quiz e giochi televisivi; si tratta del secondo programma italiano ad adottare un format del genere dopo Singing in the Car, condotto da Lodovica Comello su TV8 tra il 2016 e il 2017.

## Edizioni
| Edizione | Inizio         | Fine           | Conduzione    | Puntate |
| -------- | -------------- | -------------- | ------------- | ------- |
| 1ª       | 27 aprile 2017 | 29 giugno 2017 | Jake La Furia | 10      |